# Harald von Koenigswald
Harald von Koenigswald (né le 21 mars 1906 à Karlsruhe et mort le 16 octobre 1971 à Deidesheim) est un écrivain allemand.

## Biographie
En 1931, à l'âge de 25 ans, il se marie avec la peintre, graphiste et illustratrice Helene baronne von Falkenhausen (1900-1987), fille de Friedrich von Falkenhausen administrateur de l'arrondissement de Lübben (de). En septembre 1941, leur fils Wighart von Koenigswald (de) nait à Potsdam, où il vit depuis 1936. Au total, ils ont quatre enfants.
Koenigswald publie des nouvelles, des essais et des romans dans les années 1930. il est entre autres amis avec Jochen Klepper, Reinhold Schneider (de) et Werner Bergengruen. Il écrit également lui-même dans les Weiße Blätter (de) monarchistes, tout comme son beau-père Friedrich von Falkenhausen. Armin Mohler le compte dans « La Révolution conservatrice » parmi les personnes qu'il décrit comme « les mystiques prussiens orientaux de ce mouvement anti-démocratique ».
Après la guerre, il est notamment l'éditeur des "Kulturhefte" du ministère des Affaires sociales de Rhénanie-du-Nord-Westphalie, destinés à renforcer les idées de ceux qui ont été expulsés de leur patrie.
En tant que rédacteur en chef de diverses entrées de journal d'Udo d'Alvensleben-Wittenmoor, il publie ses importantes observations sur l'art et l'histoire contemporaine. Cependant, son commentaire sur les notes diffère de la perspective cosmopolite d'Alvensleben.

## Publications
- Eroica. Schriftenreihe des Nahen Ostens (de). Der Nahe Osten, Berlin 1931
- Stirb und Werde. Aus den Briefen und Kriegstagebuchblättern des Leutnants Bernhard von der Marwitz. W. G. Korn, Breslau 1931
- Schicksalswende: Preussens Weg von Kolin bis Leuthen. Korn, Breslau 1932
- Revolution 1918, Wilhelm Gottlieb Korn, Breslau 1933
- Sickingens letzte Fehde, Leipzig 1934
- Potsdam: Zeugnis einer Idee, München 1936
- Pflicht und Glaube. Bildnis eines preußischen Lebens. Friedrich August Ludwig von der Marwitz, Leipzig 1936
- Das verwandelte Antlitz, Berlin 1938
- Der König. Drei Episoden: Friedrich der Große. Berlin 1938
- Schatten des Ruhmes. Erzählungen, Berlin 1939
- Die heilige Elisabeth, Düsseldorf 1953
- Uns ruft ein Licht. Weihnachtserzählungen aus dem Osten, Berlin 1956
- Birger Forell (de): Leben und Wirken in den Jahren 1933 - 1958, Berlin 1962
- Die Gewaltlosen. Dichtung im Widerstand gegen den Nationalsozialismus, Herborn 1962
- Im roten Schatten. Alltag in Mitteldeutschland, München 1964
- Besinnung auf Preußen. Autorität und Freiheit. Gestern und Morgen, 1964
- Mitteldeutsches Bilderbuch, Berlin 1965
- Preußisches Lesebuch, 1966
- als Hg. von Udo von Alvensleben-Wittenmoor (aus Tagebuchaufzeichnungen zusammengestellt): Besuche vor dem Untergang, Adelssitze zwischen Altmark und Masuren (Ullstein Verlag, 1968); Mauern im Strom der Zeit, Schlösser und Schicksale in Niederdeutschland (1969); Schlösser und Schicksale, Herrensitze und Burgen zwischen Donau und Rhein (1970) und Lauter Abschiede. Tagebuch im Kriege (1971)